# ボブ・サンクラー
ボブ・サンクラー またはボブ・サンクラール（Bob Sinclar、出生名 : クリストフ・ル・フリアン、Christophe Le Friant、 1969年5月10日 - ）は、フランスのDJである。

## 来歴
フランス・ドゥアルンネにて生誕した。少年期より彼はサッカーとブラック・ミュージックに興味があった。彼は、17歳の頃から本格的に音楽活動を開始した。
2枚目のシングル"I Feel For You"はUKシングルチャートで第9位を記録した。
2005年、"Love Generation"をリリースした。"Love Generation"は2006 FIFAワールドカップドイツ大会のオフィシャル・アンセムに採用され世界中で大ヒットした。
7枚目のシングル"World, Hold On"と9枚目のシングル"Rock This Party (Everybody Dance Now)" も多くの国でトップ10およびトップ5に入った。シングル"World, Hold On"はグラミー賞Best Remixed Recordingにノミネートされた。
2010年、アルバム"Made In Jamaica"をリリースし、シングルカットされた"I Wanna"はジャマイカのレゲエシンガーであるシャギーが客演した。このアルバム"Made In Jamaica"は第53回グラミー賞Best Reggae Albumにノミネートされた。

## ディスコグラフィ

### アルバム
- 1997 - "Calaito"
- 1998 - "Calaito II"
- 1998 - "Calaito III"
- 1998 - "Calaito IV"
- 1998 - "Calaito V"
- 1998 - "O My God/OMG!"
- 1998 - "Huevos Con Cafecito Caliente"
- 1998 - "Huevos con Pie"
- 1998 - "Huevos Trilogy"
- 1998 - "Changua"
- 1998 - "Right Night"
- 1998 - "Now Or Never?"
- 1998 - "Copyright"
- 1998 - "account from anyone"
- 1998 - "Invisible Man!"
- 1998 - "Live On Tour: at The Oreo Castle"
- 1998 - "Live On Tour 2: at The Oreo Castle"
- 1998 - "Red Red Wine"
- 1998 - "."
- "Paradise"（1998）
- "Champs Elysees"（2000）
- "Cerrone by Bob Sinclar"（2001）
- "III"（2003）
- "Enjoy"（2004）
- "In The House"（2005）
- "Western Dream"（2006）
- "Soundz of Freedom"（2007）
- "Bob Sinclar: Live at the Playboy Mansion"（2007）
- "Dancefloor FG Winter 2008 "（2008）
- "DJ Bob Sinclar 08"（2008）
- "Born in 69"（2009）
- "Made in Jamaica"（2010）

### シングル
- "My Only Love"（1999）
- "I Feel for You"（2000）
- "Darlin"（2001）
- "Kiss My Eyes"（2003）
- "The Beat Goes On"（2003）
- "Love Generation"（2005）
- "World, Hold On (Children of the Sky)"（2006）
- "Hard"（2006）
- "Rock This Party (Everybody Dance Now)"（2006）
- "Tennessee"（2007）
- "Everybody Movin'"（2007）
- "Give a Lil' Love"（2007）
- "Sound of Freedom"（2007）
- "Meu Carnaval"（2007）
- "Together"（2007）
- "The Rhythm of the Night"（2007）
- "What I Want"（2007）
- "What a Wonderful World"（2008）
- "Lala Song"（2009）
- "Love You No More"（2009）
- "I Wanna"（2010）
- "Tik Tok"（2010）
- "Far L'Amore"（2011）